# 田内誠悟
田内 誠悟（たうち せいご、英語: Seigo TAUCHI、2008年5月7日 - ）は、日本のフィギュアスケート選手（男子シングル）。
2018年全日本ノービスB、2020年全日本ノービスA 2位。2023年全国中学校スケート大会優勝。
2024年4月から中京大学附属中京高等学校に進学。

## 経歴

### 2022-2023シーズン
2022/2023 ISUジュニアグランプリシリーズに当初派遣の予定がなく、補欠扱いであったが、急遽第6戦のバルティック杯に出場が決まり、9位。その後も国内大会を戦い抜き出場した全日本ジュニア選手権ではSPでコンビネーションジャンプでステップアウト。セカンドジャンプをつけるもコンボ扱いになりセカンドジャンプが0点になるミスや、ステップで少し躓きレベルを取りこぼすなどのミスが重なり、51.77点で17位発進と出遅れてしまう。
迎えたFSではSPのミスを取り返す演技を披露し、自己ベストを大幅に更新する127.48点でFS3位、総合8位まで順位を上げ全日本選手権推薦派遣ラインの8位に滑り込み、初の全日本選手権出場を決めた。
迎えた初の全日本選手権では全日本ジュニアで悔しい思いをしたSPをノーミスでまとめ66.76点で15位。「24位でもいいからFSに進みたかった。」と目標を達成。FSでは緊張もあってかジャンプが2回転になるなどのミスが見られ、FS単独では最下位の24位、総合23位で初の全日本選手権を終えた。
2023年に入り、長野で開催された全国中学校スケート大会に出場。「ずっと2位ばかりで日本一を取ったことがないのでここは勝ちたい」と優勝を目標にしていた大会だった。SPでは大きなミスはなく1位、FSはミスはあったもののなんとか無難にまとめ3位、総合得点では自己ベストを更新して1位。目標にしていた初の日本一を決めた。

### 2025-2026シーズン
2025年4月より拠点をカナダに移しブライアン・オーサーに師事。

## 技術・演技
アクセルを除く5種類のトリプルジャンプを跳ぶことができる。また、現在4回転トゥループの習得に取り組んでいる。
表現力に長けた選手で田内自身と同じ中学校を卒業している安藤美姫からは「長身を生かしたスケート、感情を表現できるスケート」と評されている。

## 主な戦績
| 大会/年           | 2021-22 | 2022-23 | 2023-24 | 2024-25 |
| ----------------- | ------- | ------- | ------- | ------- |
| JGPバルティック杯 |         | 9       |         |         |
| プランタン杯      |         | 2       |         |         |
| 全日本選手権      |         | 23      | 21      |         |
| 全日本Jr.選手権   | 11      | 8       | 6       | 9       |

- J - ジュニアクラス
- N - ノービスクラス

### 詳細
| 2024-2025 シーズン    |                                                      |          |          |          |
| 開催日                | 大会名                                               | SP       | FS       | 結果     |
| 2024年11月15日 - 17日 | 第93回全日本フィギュアスケートジュニア選手権（広島） | 11 61.18 | 7 122.11 | 9 183.29 |

| 2023-2024 シーズン    |                                                      |          |           |           |
| 開催日                | 大会名                                               | SP       | FS        | 結果      |
| 2023年12月20日 - 24日 | 第92回全日本フィギュアスケート選手権（長野）         | 23 63.89 | 20 126.12 | 21 190.01 |
| 2023年11月17日 - 19日 | 第92回全日本フィギュアスケートジュニア選手権（大津） | 4 66.24  | 6 128.95  | 6 195.19  |
| 2023年9月13日 - 16日  | ISUジュニアグランプリ 大阪（泉佐野）                 | 10 62.33 | 11 115.52 | 10 177.85 |

| 2022-2023 シーズン    |                                                            |          |           |           |
| 開催日                | 大会名                                                     | SP       | FS        | 結果      |
| 2022年12月21日 - 25日 | 第91回全日本フィギュアスケート選手権（門真）               | 15 66.76 | 24 106.84 | 23 173.60 |
| 2022年11月25日 - 27日 | 第91回全日本ジュニアフィギュアスケート選手権（ひたちなか） | 17 51.77 | 3 127.48  | 8 179.25  |
| 2022年10月5日 - 8日   | ISUジュニアグランプリ バルティック杯（グダニスク）         | 10 64.47 | 10 114.64 | 9 179.11  |

| 2021-2022 シーズン    |                                                        |          |           |           |
| 開催日                | 大会名                                                 | SP       | FS        | 結果      |
| 2021年11月19日 - 21日 | 第90回全日本ジュニアフィギュアスケート選手権（名古屋） | 12 56.73 | 10 109.48 | 11 166.21 |

## プログラム使用曲
| シーズン  | SP                                    | FS                                            | EX |
| --------- | ------------------------------------- | --------------------------------------------- | -- |
| 2023-2024 | Hidden Machinations 振付：安藤美姫    | Moulin Rouge 振付：安藤美姫                   |    |
| 2022-2023 | Je me souviens de nous 振付：宮本賢二 | 映画「ムーラン・ルージュ」より 振付：宮本賢二 |    |
| 2021-2022 | Je me souviens de nous 振付：宮本賢二 | 映画「キングダム」より                        |    |